# Télé
Télé è un comune rurale del Mali facente parte del circondario di Goundam, nella regione di Timbuctù.
Il comune è composto da 4 nuclei abitati:
- Bougoumeira
- Dendéguère
- Fatakara
- Hangabéra (centro principale)